# 旋覆花
旋覆花（学名：Inula japonica），又名滴滴金，是菊科旋覆花属的植物。

## 形态
多年生草本；茎直立，上部分枝；广披针形或长椭圆形的叶子互生，基部抱茎；头状花序少数，形较大，生于枝顶，夏秋开金黄色花。

## 分布
分布于蒙古、俄罗斯、日本、朝鲜以及中国的北部、东北部、中部、东部、广东、贵州、四川、福建等地，生长于海拔150米至2,400米的地区，见于河岸、山坡路旁、湿润草地及田埂上，目前已由人工引种栽培。

## 别名
金沸花、金沸草（江浙）、六月菊（河北）

## 异名
- Inula britanica L. var. japonica (Thunb.) Franch.
- Inula japonica Thunb. f. giraldii (Diels) J. Q. Fu
- Inula japonica Thunb. var. ovata C. Y. Li
- Inula japonica Thunb. var. ramosa Kom.

## 延伸阅读
[在维基数据编辑]
 《植物名實圖考·旋覆花》，出自吳其濬《植物名實圖考》

## 外部連結
- 旋覆花 Xuanfuhua 藥用植物圖像數據庫 (香港浸會大學中醫藥學院) （中文）（英文）
- 旋覆花 中藥材圖像數據庫  (香港浸會大學中醫藥學院) （中文）（英文）
- 旋覆花 Xuan Fu Hua （页面存档备份，存于） 中藥標本數據庫 (香港浸會大學中醫藥學院) （繁體中文）（英文）